# أندرياس غوتليب هوفمان
أندرياس غوتليب هوفمان (بالألمانية: Andreas Gottlieb Hoffmann)‏ هو عالم عقيدة ومستشرق ألماني، ولد في 13 أبريل 1796 في Welbsleben ‏ في ألمانيا، وتوفي في 16 مارس 1864 في ينا في ألمانيا.